# Ресса Каня Деві
Ресса Каня Деві (15 вересня 1994) — індонезійська плавчиня. Учасниця Чемпіонату світу з водних видів спорту 2017, де в попередніх запливах на дистанції 200 метрів вільним стилем посіла 35-те місце і не потрапила до півфіналу.